# Lussan (Gers)
Lussan település Franciaországban, Gers megyében. Lakosainak száma 226 fő (2022. január 1.). Lussan Saint-Caprais, Aubiet, Castelnau-Barbarens, L’Isle-Arné, Marsan, Montégut és Pessan községekkel határos.

## Népesség
A település népességének változása:
| Lakosok száma | 211  | 185  | 211  | 221  | 222  | 219  | 228  | 236  | 236  | 226  |
|               | 1968 | 1982 | 1990 | 2006 | 2013 | 2015 | 2017 | 2019 | 2020 | 2022 |